# La poupée
La poupée è un film del 1962 diretto da Jacques Baratier.

## Trama
In un paese mitico del Sud America, la moglie del dittatore è stata sostituita da un robot.